# Parmenion
Parmenion of Parmenio (Oudgrieks: Παρμενίων) (ca. 400 v.Chr. - Ecbatana, 330 v.Chr.) was een Macedonische generaal in de dienst van Philippus II van Macedonië en Alexander de Grote.
Parmenion was de zoon van de Macedonische edelman Philotas. Tijdens het bewind van Philippus II behaalde Parmenion een grote overwinning op de Illyriërs onder leiding van Grabus in 356 v.Chr. Hij was ook een van de Macedonische afgevaardigden aangesteld om in 346 v.Chr. vrede met Athene te sluiten en werd in 342 v.Chr. met een leger uitgestuurd om de Macedonische invloed in Euboea te handhaven.

## Generaal van Philippus
Parmenion was de meest vertrouwde generaal van Philippus II en had een belangrijke invloed op de vorming van het taaie, gedisciplineerde en professionele Macedonische leger wiens tactieken oorlogvoering op land voor de komende eeuwen zou domineren, tot de hervormingen van Marius van het Romeinse leger in 107 v.Chr.. De essentiële tactische strategie van Macedonië onder Philippus (en geperfectioneerd door Alexander) was de vijandelijke infanterie- en centrale cavalerie-eenheden vast te zetten door de met sarissa gewapende falanx langs het midden en de linkerzijde, terwijl de uitmuntende cavalerie hen zouden omcirkelen en een beslissende aanval op de flank zouden inzetten. En deze tactiek, hoewel helemaal niet vernieuwend, werd toegepast in een variatie van nieuwe militaire concepten voor die tijd. Een van de doeltreffendste was de schuine falanxtechniek, die van de falanx een aanvallende macht maakte. Het gebruik van deze formatie en bewapen van de infanterie met een nieuw wapen, de sarissa, een zesmeter lange lans, maakte hen superieur ten opzichte van conventionelere infanterie, voornamelijk de Griekse hoplieten. Parmenion wordt vandaag de dag beschouwd als een essentiële schakel in de realisatie van de visie van Philippus. Zijn benoeming als onder-bevelhebber onder de veel jongere Alexander schijnt te wijzen op een grote achting voor hem.

## Generaal van Alexander
In 336 v.Chr. werd hij, met een leger van 10.000 mannen, met Amyntas Andromenes en Attalus uitgestuurd om voorbereidingen te treffen voor de herovering van Klein-Azië. Nadat Alexander was erkend als koning van Macedonië, werd Parmenion zelf tweede in rang na Alexander voor de bevelhebberschap over het leger. Met zijn uitstekende formulering van de orthodoxe strategie vormde hij een fraai contrast met de vernieuwende strategieën van zijn overste. Zo stelde hij bijvoorbeeld - aldus Arrianus in zijn Anabasis bij de Slag aan de Granicus voor de aanval uit te stellen, omdat het leger al de hele dag had gemarcheerd maar ook om andere politieke en geografische redenen. Ondanks deze wijze raad stak Alexander toch de rivier over om de vijand aan te vallen en misschien behaalde hij daardoor de overwinning. Dat heeft echter waarschijnlijk meer gelegen aan het slechte moreel en de dito tactieken van het Perzische leger, want in de maanden erna was Alexander veel voorzichtiger, wat toch de indruk wekt dat hij daar bijna een nederlaag heeft geleden.

## Executie van Parmenion
Na de verovering van Drangiana, bracht men Alexander op de hoogte dat Philotas, de zoon van Parmenion, in een samenzwering tegen hem was betrokken. Philotas werd veroordeeld door het leger en ter dood gebracht. Alexander, die meende dat het te gevaarlijk was de vader te laten leven, stuurde het bevel naar Medië voor de executie van Parmenion. Er was geen bewijs dat Parmenion op welke manier dan ook iets met de samenzwering te maken had en hij kreeg zelfs niet de gelegenheid om zich te verdedigen. Ter verdediging van Alexander kan men inbrengen dat een misnoegde Parmenion een ernstige bedreiging vormde, vooral omdat hij een leger beval en nabij de schatkist van Alexander en zijn aanvoerlijnen was gestationeerd. Ook als hoofd van de familie van Philotas zou Parmenion verantwoordelijk gehouden zijn voor diens acties, ondanks een gebrek aan bewijs. Hij werd in 330 v.Chr. in Medië door drie officieren geëxecuteerd. Hij was ongeveer zeventig jaar oud.

## Antieke bronnen
- Lucius Flavius Arrianus, Anabasis Alexandri.
- Quintus Curtius Rufus, Historia Alexandri Magni Macedonis.
- Marcus Iunianus Iustinus, Historiarum Philippicarum libri XLIV.
- Plutarchus, Vita Alexandri.
- Plutarchus, Moralia.

- Gemeinsame Normdatei: 1230642986
- Library of Congress Control Number: n92106405
- Union List of Artist Names: 500355264
- Virtual International Authority File: 6595567
- WorldCat: E39PCjHCVTBWqBjmpBkCjtkVYP

Philippus' generaals
Attalus · Parmenion · Antipater · Eumenes
Somatophylax (Alexanders lijfwacht)
Aristonous · Arybas · Balacrus · Demetrius · Lysimachus · Ptolemaeus (zoon van Seleucus) · Peithon · Hephaestion · Menes · Leonnatus · Perdiccas · Ptolemaeus · Peucestas
Satrapen na de Rijksdeling van Babylon
Antipater (Macedonië en Griekenland · Philo (Illyrië) · Lysimachus (Thracië) · Leonnatus (Frygië) · Antigonos(Frygië aan de Hellespont) · Asander (Karië) ·Nearchos (Lycië en Pamphylië) · Menander (Lydië) · Philotas (Cilicië) · Eumenes (Cappadocië en Paphlagonië) · Ptolemaeus (Egypte) · Laomedon van Mytilene (Syrië) · Neoptolemus (Armenië) · Peucestas (Babylonië) · Arcesilaus (Mesopotamië) · Peithon (Medië) · Tlepolemus (Perzië) · Nicanor (Parthië) · Antigenes (Susiana) · Archon (Pelasgia) · Philippus (Hyrcanië) · Stasanor (Arië en Drangiana) · Sibyrtius (Arachosië en Gedrosië) · Amyntas (Bactrië) · Scythaeus (Sogdiana)
Satrapen na de Rijksdeling van Triparadisus
Antipater (Macedonië en Griekenland) · Lysimachus (Thracië) · Arrhidaeus (Frygië aan de Hellespont) · Antigonos (Frygië, Lycië en Pamphylië) · Cassander (Carië) · Clitus de Witte (Lydië) · Philoxenus (Cilicië) · Nicanor (Cappadocië en Paphlagonië) · Ptolemaeus (Egypte) · Laomedon van Mytilene (Syrië) · Peucestas (Perzië) · Amphimachus (Mesopotamië) · Peithon (Medië) · Tlepolemus (Carmanië) · Philippus (Parthië) · Antigenes (Susiana) · Seleucus (Babylonië) · Stasanor (Bactrië en Sogdiana) · Stasander (Arië en Drangiana) · Sibyrtius (Arachosië en Gedrosië)
Cavaleriegeneraals
Perdiccas · Hephaestion · Philotas · Ptolemaeus · Clitus de Zwarte · Antigonos · Lysimachus · Menander · Leonnatus · Laomedon van Mytilene · 
Neoptolemus · Erigyius · Aretes · Ariston van Paionia
Infanteriegeneraals
Meleager · Craterus · Seleucus · Polyperchon · Antigenes · Coenus · Ptolemaeus (zoon van Seleucus)
Andere generaals
Alcetas · Amphimachus · Amyntas ·  Arcesilaus · Archon · Asander · Clitus de Witte · Nearchus · Nicanor · Nicanor · Peithon · Peucestas · Philippus · Philo · Philotas · Philoxenus · Scythaeus · Sibyrtius · Stasanor · Stasander · Tlepolemus